# Palatul Administrativ din Galați

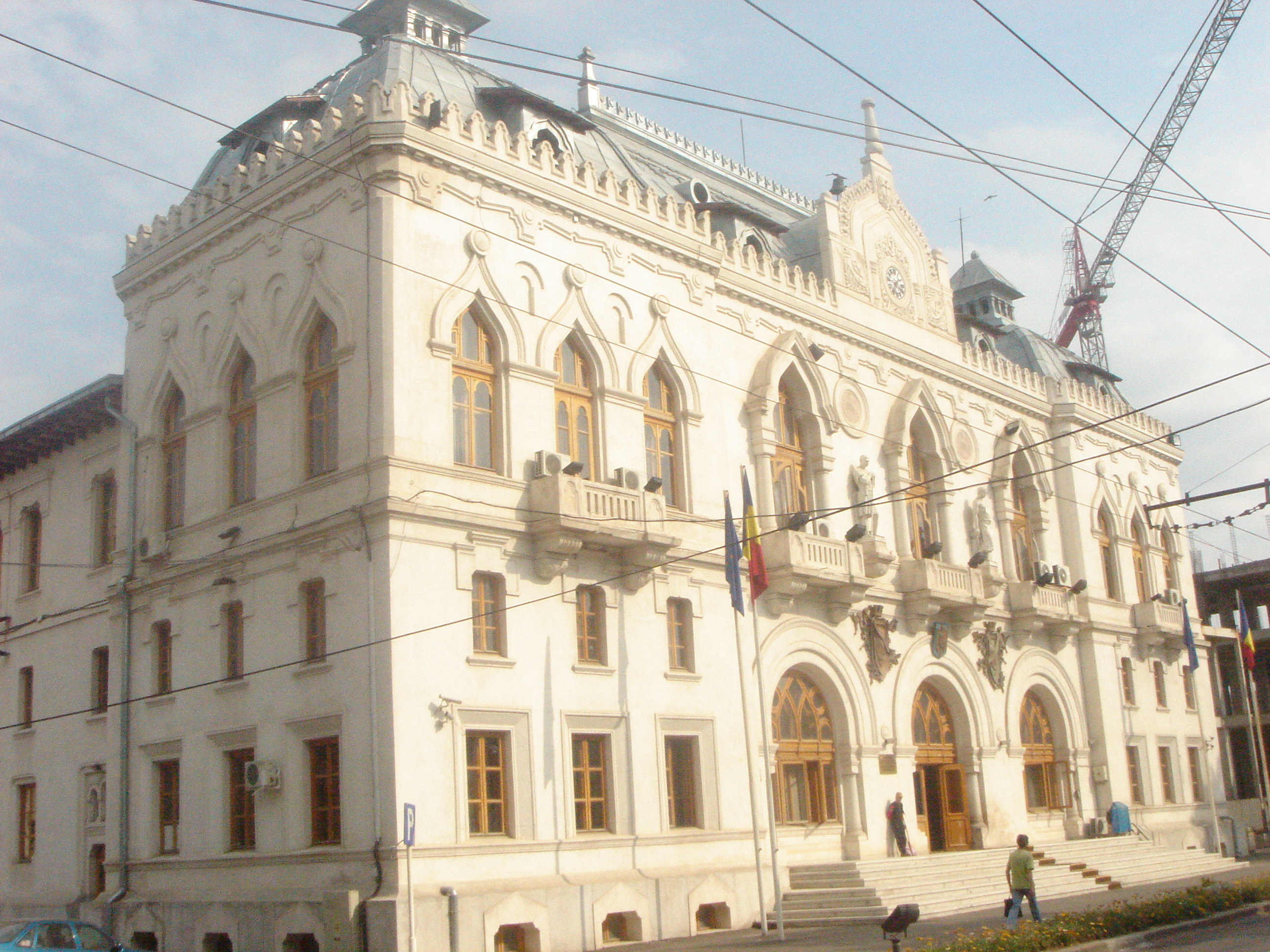
Palatul Administrativ

Palatul este construit în perioada 1904-1905, după planurile arhitectului Ion Mincu, fondatorul școlii naționale a arhitecturii românești.

## Adresă
Este situat pe strada Domnească nr. 56, municipiul Galați.

## Insituții
Palatul adăpostește Prefectura judetului Galați.

## Descriere
Pe fațada principală a Palatului, la nivelul superior, se află două statui realizate din marmură albă ( "Industria" si "Agricultura") ale sculptorului Frederic Storck.Pe frontonul cladirii, un ceas de mari proporții marchează fiecare oră prin cateva fraze muzicale ale binecunoscutului vals "Valurile Dunării",opera compozitorului gălățean Iosif Ivanovici (1845-1902).